# Saint-Claude-de-Diray
Saint-Claude-de-Diray é uma comuna francesa na região administrativa do Centro, no departamento Loir-et-Cher. Estende-se por uma área de 9,2 km². Em 2010 a comuna tinha 1 824 habitantes (densidade: 198,3 hab./km²).